# Egyetemista lányok szexuális élete
Az Egyetemista lányok szexuális élete (eredeti cím: The Sex Lives of College Girls) 2021 és 2025 között vetített amerikai vígjátéksorozat, amelyet Mindy Kaling és Justin Noble alkotott. A főbb szerepekben Pauline Chalamet, Amrit Kaur, Reneé Rapp, Alyah Chanelle Scott és Gavin Leatherwood látható.
Amerikában a sorozat 2021. november 18-án jelent meg az HBO Max kínálatában. Magyarországon 2022. március 8-án mutatták be, szinkronizálva, az HBO Max magyarországi indulásakor.
2025. márciusában három évad után törölték a sorozatot.

## Ismertető
A sorozat története négy egyetemista lány köré összpontosul, akik egyszerre kezdik meg tanulmányaikat a vermonti Essex főiskolán. A lányok szoros barátságot kötnek egymással, és a maguk vicces, de szerethető módján próbálnak megbirkózni az egyetemi élet kihívásaival...

## Szereplők

### Főszereplők
| Szereplő        | Színész              | Magyar hang    | Leírás | Évad |
| --------------- | -------------------- | -------------- | --- | ---- |
| Kimberly Finkle | Pauline Chalamet     | Laudon Andrea  | Arizonából származó lány, aki az egyetem mellett egy kávézóban dolgozik felszolgálóként, hogy fizetni tudja a tandíjat.                            | 1–3  |
| Bela Malhotra   | Amrit Kaur           | Lamboni Anna   | Ambiciózus indiai-amerikai lány New Jersey-ből, aki az egyetem elvégzése után vígjáték-író szeretne lenni.                                         | 1–3  |
| Leighton Murray | Reneé Rapp           | Hermann Lilla  | Jómódú családból származó New York-i lány. A barátai és a családja elől titkolja, hogy leszbikus, mivel az nem férne össze társadalmi státuszával. | 1–3  |
| Whitney Chase   | Alyah Chanelle Scott | Mikecz Estilla | Seattle-ből származó afro-amerikai lány, profi focista, akit sportösztöndíjjal vettek fel az egyetemre.                                            | 1–3  |
| Kacey           | Gracie Lawrence      | Molnár Ilona   | A lányok új szobatársa, aki nemrég jött át a Duke Egyetemről, és a színházi tanszék tagja.                                                         | 3    |

### Mellékszereplők
| Szereplő     | Színész               | Magyar hang     | Leírás                                                              | Évad |
| ------------ | --------------------- | --------------- | ------------------------------------------------------------------- | ---- |
| Nico Murray  | Gavin Leatherwood     | Timon Barna     | Leighton testvére, aki egy ideig Kimberly-vel járt.                 | 1    |
| Canaan       | Christopher Meyer     | Pavletits Béla  | Kimberly munkatársai a kávézóban.                                   | 1–3  |
| Lila         | Ilia Isorelýs Paulino | Laurinyecz Réka | Kimberly munkatársai a kávézóban.                                   | 1–3  |
| Willow       | Renika Williams       | Csifó Dorina    | Whitney egyik csapattársa.                                          | 1–3  |
| Alica        | Midori Francis        | Pekár Adrienn   | Leighton barátnője.                                                 | 1–3  |
| Henry Murray | Rob Huebel            | Albert Gábor    | Leighton és Nico édesapja, aki fiatalon szintén az Essex-be járt.   | 1–3  |
| Dalton       | James Morosini        | Renácz Zoltán   | Whitney fociedzője, akivel kavarnak egy rövid ideig.                | 1    |
| Ryan         | Conor Donnally        | Markovics Tamás | A Catullan című egyetemi lap szerkesztői, Bela barátai és kollégái. | 1    |
| Eric         | Mekki Leeper          | Pálmai Szabolcs | A Catullan című egyetemi lap szerkesztői, Bela barátai és kollégái. | 1–3  |
| Evangeline   | Sierra Katow          | Csuha Borbála   | A Catullan című egyetemi lap szerkesztői, Bela barátai és kollégái. | 1–3  |
| Evette Chase | Sherri Shepherd       | Szórádi Erika   | Whitney édesanyja, aki szenátor Washingtonban.                      | 1–3  |
| Jocelyn      | Lauren Spencer        | Gubik Petra     | A lányok szomszédja a kollégiumban.                                 | 1–3  |
| Tatum        | Gracie Dzienny        | Kardos Eszter   | Leighton új szerelme.                                               | 2    |
| Andrew       | Charlie Hall          | Penke Bence     | Bela és Whitney csoporttársa biokémiaórán.                          | 2    |
| Jackson      | Mitchell Slaggert     | Czető Roland    | Klímamenekült tanuló Kansasből, akinek tetszik Kimberly.            | 2    |
| Blair        | Courtney Parchman     | Dögei Éva       | A Kappa egyik tagja, aki a színházi produkció részese.              | 3    |

## Évados áttekintés
| Évad | Évad | Epizódok | Eredeti sugárzás   | Eredeti sugárzás   | Magyar sugárzás    | Magyar sugárzás    |
| Évad | Évad | Epizódok | Évadpremier        | Évadfinálé         | Évadpremier        | Évadfinálé         |
| ---- | ---- | -------- | ------------------ | ------------------ | ------------------ | ------------------ |
|      | 1    | 10       | 2021. november 18. | 2021. december 9.  | 2022. március 8.   | 2022. március 8.   |
|      | 2    | 10       | 2022. november 17. | 2022. december 15. | 2022. december 21. | 2022. december 21. |
|      | 3    | 10       | 2024. november 21. | 2025. január 23.   | 2024. november 22. | 2025. január 24.   |

## Epizódok

### 1. évad (2021)
| Sor. | Év. | Cím                                                     | Rendező            | Író                                  | Premier                             |
| --- | --- | ------------------------------------------------------- | ------------------ | ------------------------------------ | ----------------------------------- |
| 1. | 1.  | Üdv az Essex-ben! (Welcome to Essex)                    | David Gordon Green | Mindy Kaling és Justin Noble         | 2021. november 18. 2022. március 8. |
| Kimberly, Bela, Whitney és Leighton megérkeznek az Essex College-ba és szobatársak lesznek. Mindannyian nehezen alkalmazkodnak az új helyzethez: Kimberlyt a barátja, Max, azután dobja, hogy először szeretkeznek. Bela csatlakozni szeretne a Catullan nevű exkluzív, de főként szexista humorlaphoz, ám az egyik főszerkesztő, Eric elutasítja. Hogy bejusson, Bela hat kézimunkát végez el, ám emiatt kivívja Evangeline haragját, aki az egyik szerkesztő barátnője. Whitney bekerül a női focicsapatba, de a csapattársai, különösen Jena, ellenségesen viszonyulnak hozzá, mert úgy vélik, csak azért kapott helyet, mert szenátor lánya. Ráadásul titkos viszonyt folytat Daltonnal, az edzőasszisztenssel, mielőtt kiderülne, hogy a férfi házas. Leighton, aki eleinte tartózkodó a többiekkel szemben, és a két legjobb barátja elfordul tőle, végül Nico, a bátyja bátorítására esélyt ad az új szobatársainak. Később kiderül, hogy titokban leszbikus. Whitney időközben viszonyt kezd Canaannal, Kimberly kollégájával a Sips kávézóban. |     |                                                         |                    |                                      |                                     |
| 2. | 2.  | Pucér parti (Naked Party)                               | Zoe Cassavetes     | Ali Liebegott és Caroline Goldfarb   | 2021. november 18. 2022. március 8. |
| Kimberly első tanítási napja rosszul alakul, mivel nem tud megfelelően franciául beszélni. Whitney szembesíti Daltont amiatt, hogy nem mondta el neki, hogy házas. Willow tájékoztatja Whitney-t, hogy Jena kitiltotta őt a focicsapat bulijáról. Whitney ennek ellenére elmegy, és tanúja lesz, ahogy Jena és a barátja vitatkoznak; Jena bevallja Whitney-nek, hogy a fiú szakított vele, mert nem bírta elviselni a csapat zsúfolt időbeosztását. Whitney megvigasztalja, és barátok lesznek. Bela és Kimberly egy meztelen buliba mennek, ahol Bela ismét összefut Evangeline-nel, aki elárulja, hogy valójában támogatta a felvételét a Catullanba, annak ellenére, hogy Bela erkölcstelen eszközökkel próbált bejutni. Leighton hirtelen otthagyja Chloe-t, akivel épp együtt van, amikor a lány rákérdez a szexualitására. Ezután egész éjszakás tivornyába kezd, és egy aggódó telefonhívást kap Chloe-tól, akit Leighton elutasít. Dühében egy tequilaüveget vág az egyetem alapítójának szobrához, majd menekülni kényszerül a kampusz biztonsági őrei elől. |     |                                                         |                    |                                      |                                     |
| 3. | 3.  | Az oktató (Le Tuteur)                                   | Zoe Cassavetes     | Rupinder Gill                        | 2021. november 25. 2022. március 8. |
| Leighton sikertelenül próbálja megúszni a büntetést azzal, hogy megvesztegeti Lacey elnököt, aki válaszul 100 óra közmunkát szab ki rá az Essex női központban. Leighton kelletlenül elfogadja a büntetést, de hamar összetűzésbe kerül Aliciával, a központ önkénteseinek felügyelőjével. Bela úgy dönt, hogy vonzó, kockahasú fiúkkal akar randizni. Egyikkel jól kijönnek, és szexelnek is, ám Bela rájön, hogy a fiú csak azért kedveli, mert vicces, de ennek ellenére továbbra is lefekszik vele. Közben Bela-t azzal vádolják, hogy büdös a hűtő, amit tagad, de amikor Kimberly takarítás közben felfedezi, hogy minden étel borzalmas szagot áraszt, Bela gyorsan ráeszmél, hogy előző nap elfelejtette visszadugni a hűtőt a konnektorba. Nico és Kimberly közelebb kerülnek egymáshoz, miközben Nico franciára korrepetálja őt. Whitney nyomást gyakorol Daltonra, hogy váljon el a feleségétől. Dalton megígéri, hogy megteszi, miközben egy erdei mozis estén együtt vannak, és bizonyítékként üzenetet is mutat neki, hogy megnyugtassa. Azonban Dalton végül megszegi az ígéretét, bár Whitney erről mit sem tud, és továbbra is biztos abban, hogy a kapcsolatuk működni fog. |     |                                                         |                    |                                      |                                     |
| 4. | 4.  | Kappa (Kappa)                                           | Kabir Akhtar       | Matt Warburton és Sheridan Watson    | 2021. november 25. 2022. március 8. |
| Whitney és Leighton részt vesznek egy Kappa rendezvényen. Quinn, a diáklány szövetség elnöke, Leightont Nico barátjával, Coryval párosítja össze, mivel Leighton őt használja "álca-barátként", hogy eltitkolja a szexuális orientációját. Bela találkozik Danny Marawitz-cal, abban a reményben, hogy mentorává fogadja. Azonban amikor Danny szexista viccet mond róla, Bela dühösen megmondja neki a véleményét. Danny feldühödve elhagyja az eseményt, és visszavon egy Catullan számára szánt adományt. Egy másik adományozó, aki végighallgatta a szóváltást, és éveken át megvetette Danny-t, amiért viccelődött a melegségén, hálásan megköszöni Belának, amit tett, és felajánlja, hogy az adomány felét mégiscsak biztosítja a magazin számára, ami nagy öröm Belának. Whitney a női focicsapattal elutazik a bajnokságra, és egy hotelben szállnak meg. Willow egy félmeztelen képből rájön Whitney és Dalton viszonyára, de Whitney arra kéri, hogy tartsa titokban, mivel ha kiderülne, Dalton elveszítené az állását, és az ő anyja, mint szenátor, politikailag is sérülne. Kimberly észrevesz egy megjegyzést, amelyet Nico posztolt a ruhájáról készült fotója alá. |     |                                                         |                    |                                      |                                     |
| 5. | 5.  | Az a komment (That Comment Tho)                         | Rachel Raimist     | Matt Warburton és Sheridan Watson    | 2021. november 25. 2022. március 8. |
| Kimberly megmutatja a megjegyzést Belának és Whitney-nek, de Nico törli azt, ami összezavarja őt. Whitney elhatározza, hogy véget vet a női sportolók elleni diszkriminációnak, ezért titokban belopózik a fiú sportolók luxusöltözőjébe, hogy bizonyítékot szerezzen, ám eközben rajtakapja Hayden, az egyik játékos. Woods edző két meccsre felfüggeszti Whitney-t büntetésből. Leighton meghívja a női központ lányait Nico egyetemi bulijába, és ők beleegyeznek, hogy adnak egy esélyt a bulinak, annak ellenére, hogy rossz véleménnyel vannak a diákszövetségi partikról. Bela hívatlanul betoppan egy Catullan-összejövetelre, ahol találkozik Ryannel, Eric kollégájával, aki kedvesen viselkedik vele. Azonban Bela hamar távozik, miután Ryan megmutat neki egy pornóvideót, amit "viccesnek" nevez. A buliban Whitney összefut Haydennel, és egy futópad-versenyre hívja ki, amit meg is nyer. Leighton megakadályozza, hogy Alicia megverjen egy srácot, aki sértegette őt. Alicia, azt gondolva, hogy Leighton heteró, számon kéri rajta az igazságtalanságot, de Leighton bizonyítja az ellenkezőjét azzal, hogy megcsókolja őt. Miközben Nico hazakíséri Kimberly-t, elmondja neki, hogy azért törölte a megjegyzést, mert nem akarta, hogy bárki félreértse a kapcsolatukat. Dalton szakít Whitney-vel, aki dühében egy követ hajít a férfi autójára, miközben az elhajt. |     |                                                         |                    |                                      |                                     |
| 6. | 6.  | Szülős hétvége (Parents Weekend)                        | Meredith Dawson    | Mindy Kaling és Justin Noble         | 2021. december 2. 2022. március 8.  |
| A lányok szülei megérkeznek az Essex főiskolára a "szülős hétvégére", és együtt mennek vacsorázni. Az este azonban kínosan alakul, mivel titkok derülnek ki, és az egók összecsapnak. Bela szülei rajtakapják, hogy hazudott nekik arról, hogy idegtudományt tanul azért, hogy orvos legyen. Csalódottak, amikor bevallja, hogy valójában komédiaíró szeretne lenni. Whitney még mindig nem akar beszélni az anyjával, és hiányolja az apját, aki nem jelent meg. Közben Leighton szülei sértően viselkednek, amit Evette szóvá is tesz nekik. Kimberly pánikba esik attól a gondolattól, hogy édesanyja nem tudja kifizetni a vacsorát szűkös anyagi helyzetük miatt, ezért ragaszkodik hozzá, hogy Leighton állja a számlát, de a trükk végül lelepleződik. A vacsora után Whitney megköszöni az anyjának, hogy megvédte az apját, de az beismeri, hogy Leighton szüleinek igazuk volt vele kapcsolatban. Azt mondja Whitney-nek, hogy egy nap fel kell hagynia azzal, hogy bálványozza az apját. Bár még mindig dühösek, Bela édesanyja megérti lánya szenvedélyét, és megígéri, hogy támogatni fogják, amennyiben többet koncentrál a tanulmányaira. Carol elmondja Kimberly-nek, hogy soha ne szégyellje azt, aki valójában. Az este végén Nico és Kimberly megcsókolják egymást. |     |                                                         |                    |                                      |                                     |
| 7. | 7.  | Azt hiszem, szexfüggő vagyok (I Think I'm a Sex Addict) | Lila Neugebauer    | Rupinder Gill és Vanessa Baden Kelly | 2021. december 2. 2022. március 8.  |
| Kimberly rendszeresen találkozik Nicóval szex céljából, titokban tartva a kapcsolatukat Leighton elől, de ez ahhoz vezet, hogy kihagyja a közgazdaságtan óráit és késve érkezik a munkahelyére. Ahogy a jegyei romlanak, Lila, Kimberly másik munkatársa, azt tanácsolja neki, hogy kérjen extra feladatokat Bennett professzortól. Kimberly ezt meg is teszi, de amikor a professzor egy nehéz feladatot bíz rá, ismét enged a Nico iránti kísértésnek, és Bennett irodájában szeretkeznek, míg rajta nem kapják őket, ami miatt Kimberly elveszíti az extra feladat lehetőségét. Nico felajánl neki egy rakás régi vizsgát, amelyeket a diákszövetsége évek óta gyűjt, hogy segítse a tanulásban. Leighton rájön Whitney és Dalton titkos viszonyára, így ő lesz a második ember, aki tud róla, és szerelmi tanácsokat ad Whitney-nek, miközben ő maga is közelebb kerül Canaanhoz. Ryan ismét szexuális közeledést mutat Bela felé, aki hivatalosan is a Catullanntagja lesz. Leighton egyre jobban kijön a női központ tagjaival, miközben hivatalossá teszi kapcsolatát Aliciával. Ezután felkeresi őt Maya, aki történetesen Nico barátnője. |     |                                                         |                    |                                      |                                     |
| 8. | 8.  | A meglepetésbuli (The Surprise Party)                   | Maggie Carey       | Charlie Grandy és Kristen Zublin     | 2021. december 2. 2022. március 8.  |
| Leighton meglepetésbulit szervez Nico 21. születésnapjára, és meghívja Mayát is, ami felzaklatja Kimberly-t, amikor megtudja, hogy Nico eltitkolta előle a kapcsolatát Mayával. Whitney győztes gólt lő, amellyel csapata bejut az NCAA bajnokságba, de a jövője veszélybe kerül, amikor Woods edző közli vele, hogy Dalton egy másik csapattársával is viszonyt folytatott, és megkérdezi Whitney-t, tud-e erről valamit. Kezdetben csendben marad, de végül úgy dönt, hogy őszintén elmondja az igazat Woods edzőnek. Az edző nem árulja el Whitney-t, de ennek következményeként mind Whitney, mind Dalton elveszíti az állását. Bela és Carla, egy másik Catullan író, együtt dolgoznak egy cikken az első napjukról. Carla bizalmasan elárulja Belának, hogy Ryan szexuálisan zaklatta őt, de Bela eleinte fél, hogy nyilvánosan kiálljon mellette. Miután Carla felmond a Catullannál, Bela ráébred, hogy hallgatásával elhallgattatta Carlát, ezért elmondja Leightonnak. Leighton felhívja Aliciát segítségért, és biztosítja Belát és Carlát arról, hogy mellettük áll. |     |                                                         |                    |                                      |                                     |
| 9. | 9.  | A csalás (Cheating)                                     | Kabir Akhtar       | Caroline Goldfarb és Beth Appel      | 2021. december 9. 2022. március 8.  |
| Kimberly azon gondolkodik, hogy csaljon-e a közgazdaságtan vizsgáján. Bár Canaan figyelmezteti, hogy ne tegye, mégis csal, ürügyként pedig a húgyúti fertőzését használja. Végül azonban Bennett professzor rajtakapja. Miután Leighton megtudja Nico és Kimberly viszonyát, megfenyegeti Nicót, hogy elmondja Mayának a hűtlenségét, hacsak nem kér bocsánatot Kimberlytől. Bela jelentést tesz Ryan szexuális zaklatásáról, amelyet vele és Carlával szemben követett el, és elmondja Evangeline-nek és Ericnek. Míg Evangeline hisz neki, Eric érzéketlenül kritizálja. Később azonban Eric bocsánatot kér a viselkedéséért, és megígéri, hogy személyesen rendezi az ügyet. Whitney teljes felelősséget vállal Dalton és Woods elbocsátásáért, de csapattársai biztosítják róla, hogy nem ő a hibás. Leighton és Alicia együtt töltenek egy kis időt, azonban Leighton vonakodása attól, hogy nyíltan felvállalja szexualitását, végül szakításhoz vezet. Miután megtudja, hogy Nico sosem beszélt Kimberlyvel, Leighton elmondja Mayának, hogy Nico megcsalta, de anélkül, hogy felfedné, kivel. |     |                                                         |                    |                                      |                                     |
| 10. | 10. | Az igazság (The Truth)                                  | Liza Johnson       | Justin Noble és Rupinder Gill        | 2021. december 9. 2022. március 8.  |
| Maya szakított Nicóval, akit Leighton leszid, amiért saját magának okozta ezt a helyzetet. Kimberly az Essexből való kizárás veszélyével néz szembe, mivel megszegte az egyetem becsületkódexét. Ellopja a régi teszteket a Theta testvériségből, de Nico rajtakapja. Azonban Nico megengedi neki, hogy önként adja át azokat a becsületbíróságnak, hogy ezzel segítse az ügyét. Eric kirúgja Ryant a Catullan szerkesztőségéből azért, amit Belával és Carlával tett. Azonban Bela, Evangeline és Jo megelégelik a magazin mérgező kultúráját, ezért kilépnek és saját újságot alapítanak. Whitney anyja, Chase szenátor meglátogatja lányát, hogy megbizonyosodjon róla, hogy a Daltonnal kapcsolatba került lány jól van. Whitney, hogy elterelje magáról a figyelmet, barátnőjére, Willow-ra tereli a gyanút, aki leszbikus. Anyja ezt könnyen elhiszi. Ennek ellenére Whitney végül bevallja az igazságot, és anyja magát hibáztatja, amiért olyan szigorú volt vele, hogy azt hitte, titkolnia kell előle a dolgait. Végül kibékülnek. Leighton, aki mély depresszióba esett Alicia miatt, először coming outol Kimberlynek, aki teljes támogatásáról biztosítja. Miközben együtt ebédelnek, Kimberly e-mailt kap a becsületbíróságtól: nem rúgják ki az egyetemről, de elveszíti az ösztöndíját, így ha maradni akar, ki kell fizetnie a tandíját.                                  |     |                                                         |                    |                                      |                                     |

### 2. évad (2022)
| Sor. | Év. | Cím                                                                        | Rendező         | Író                               | Premier                               |
| --- | --- | -------------------------------------------------------------------------- | --------------- | --------------------------------- | ------------------------------------- |
| 11. | 1.  | Jön a tél (Winter Is Coming)                                               | Daniella Eisman | Caroline Goldfarb                 | 2022. november 17. 2022. december 21. |
| Kimberly, Bela, Leighton és Whitney a hálaadás utáni szünetet követően visszatérnek az Essex Egyetemre. Kimberly, aki elveszítette az ösztöndíját, megpróbál hitelt igényelni Leighton segítségével. Azonban, mivel nem mondta el a szüleinek, hogy megszűnt az ösztöndíja, visszautasítja a hitelt, amikor kiderül, hogy a szüleinek is alá kellene írniuk. Bela nehézkesen indul az új, női magazinjával, mivel az jelentkezők írásai unalmasnak tűnnek számára. Eric tanácsát kérve rájön, hogy olyan embereket kell találnia, akik hozz hasonlóan viccesek. Whitney csalódott, amikor rájön, hogy a focin kívül alig van más közös érdeklődési köre, és meghallja, ahogy Canaan – akivel most már jár – azt mondja, hogy ez az egyetlen dolog az életében. Kimberly találkozik Jacksonnal, egy klímaváltozás miatt otthonát elhagyni kényszerült kansasi diákkal, és telefonszámot cserélnek. Néhány dühös Theta-tag bosszút áll a lányokon, amiért feljelentették Nico-t és más idősebb Theta tagokat a lopott vizsgák miatt, ezért megtiltják nekik, hogy részt vegyenek a bulijaikon. Leighton coming outol Belának és Whitney-nek. Bela és Eric megcsókolják egymást. |     |                                                                            |                 |                                   |                                       |
| 12. | 2.  | Az adománygyűjtés (Frat Problems)                                          | Daniella Eisman | Rupinder Gill                     | 2022. november 17. 2022. december 21. |
| Hogy visszanyerjék a testvériségek tiszteletét, Bela és Leighton egy szexpozitív sztriptízműsort szerveznek, amely a klímaváltozás elleni küzdelemre gyűjt pénzt. Amikor azonban Miller dékán tudomást szerez az eseményről, megpróbálja leállítani. Bela ráveszi Jacksont, hogy használja fel a tragikus történetét, miszerint klímamenekült, míg Leighton hozzáteszi, hogy már 11 000 dollárt gyűjtöttek. Miller végül meggyőződik az esemény jelentőségéről, és engedélyezi annak megtartását, feltéve, hogy éjfél előtt véget ér. Ezzel Bela és Leighton visszaszerzik a Theta testvériség tiszteletét. Whitney féltékeny Zoe-ra, Canaan új munkatársára a Sipsben, de Canaan biztosítja róla, hogy nincs semmi köztük, és bocsánatot kér az előző megjegyzéseiért Whitney érdeklődési köréről. Kimberly megszervezi, hogy a hitelkérelmét Hennessey professzor társaláírja. Hennessey meghívja egy kisebb vacsorára az otthonába, ahol egy cserediákot is elszállásol. Másnap azonban Hennessey közli Kimberlyvel, hogy mégsem írhatja alá a kérelmet, mert a könyvelője szerint ez rossz hatással lenne a hitelképességére. Kimberly félreérti a helyzetet, és azt hiszi, hogy Hennessey férjének szexuális közeledése miatt utasította el a kérést. Amikor bocsánatot kér emiatt, Hennessey megdöbben, majd dühösen felhívja a férjét, hogy számon kérje. Kimberly szégyenkezve távozik az irodából. |     |                                                                            |                 |                                   |                                       |
| 13. | 3.  | A törpekirály (The Short King)                                             | Lila Neugebauer | Sarah Tapscott                    | 2022. november 24. 2022. december 21. |
| Bela és Whitney beiratkoznak egy biokémia órára, különösen Whitney, aki új kihívásokat keres, és nagy dolgokat szeretne elérni. Miután megbuknak egy nehéz teszten, Bela azt javasolja, hogy hagyják abba a kurzust, de Whitney nem adja fel, és arra bátorítja mindkettőjüket, hogy maradjanak, miközben egy arrogáns osztálytárssal, Andrew-val is meg kell küzdenie. Bela figyelmét felkelti Wes, egy alacsony termetű edzőterem-tag, akivel időnként együtt van, és összehasonlítja kapcsolatukat Eric-kel való szexuális kapcsolatával, miközben cikket ír a témáról. Kimberly egy szórólapon észreveszi a lehetőséget, hogy petesejteket adhat el, és úgy látja, ez segíthet a tandíja kifizetésében. Bár eleinte bizonytalan, Jacksonnel folytatott beszélgetése után – aki saját anyagi nehézségeiről mesél – végül felveszi a kapcsolatot a termékenységi központtal. Leighton több szexuális kapcsolatot létesít különböző lányokkal az Essexen, de egy konfliktus közepén találja magát, amikor kiderül, hogy két volt partnere egymás exe, majd egy harmadik is feltűnik, aki szintén randevúzott egyikükkel. Whitney a védelmére kel, és határozottan felszólítja őket, hogy hagyják békén Leightont. Később, amikor Leighton a mosdóban van, erős fájdalmat érez. Az orvos megdöbbentő hírt közöl vele: pozitív lett a chlamydia-tesztje. |     |                                                                            |                 |                                   |                                       |
| 14. | 4.  | Leszel a barátnőm? (Will You Be My Girlfriend?)                            | Lila Neugebauer | Rheeqrheeq Chainey                | 2022. november 24. 2022. december 21. |
| Bela meghamisítja a Catullan végleges borítóját egy QR-kóddal, amely a Foxy weboldalára irányítja az olvasókat. Ez feldühíti Ericet, aki bosszúból feltöri Bela magazinjának weboldalát, és tönkreteszi azt, ezzel rivalizálást szítva kettejük között. Jackson megszervez egy irodalmi tanulós délutánt Kimberly és Fred, egy kissé esetlen, de Kimberly iránt érdeklődő osztálytárs számára. Canaan megkéri Whitney-t, hogy legyen a barátnője, ám a lány gyanakodni kezd, mivel azt hitte, már egy párt alkotnak. Féltékenységében, Zoe miatt és a Kappa-lányok rossz tanácsára hallgatva Whitney belenéz Canaan telefonjába, ahol talál egy üzenetet Zoe-tól. Mikor számonkéri Canaant, a fiú csalódottan elmondja, hogy csak udvariasan utasította el Zoét, és szakít Whitney-vel, mert nem tud benne megbízni. Leighton közben a teszteredményeire vár, amikor Natalie, az egyik korábbi partnere, szembesíti őt azzal, hogy tőle kapta el a chlamydiát. Leighton lekezelően reagál, és megpróbálja kiközösíteni Natalie-t, hogy mentse a saját hírnevét. Natalie erre nyilvánosan leleplezi őt, így Leightonnak nincs más választása, mint a Kappa-tagsági eljárás közben mindent bevallani Quinnnek. Bár mindkettőjüknek megvoltak a maguk kudarcai, Leightont és Whitney-t végül felveszik a Kappa nővériségbe. |     |                                                                            |                 |                                   |                                       |
| 15. | 5.  | Az injekciók (Taking Shots)                                                | Thembi Banks    | Justin Noble & Sheridan Watson    | 2022. december 1. 2022. december 21.  |
| Leighton segít Kimberlynek a hormoninjekciók beadásában a Theta tematikus bulijai alatt, és elkíséri őt a kórházba egy beavatkozásra. Miután észreveszi, hogy Kimberly folyton egy matematikai verseny élő közvetítését nézi, meggyőzi Leightont, hogy menjen el segíteni két diáknak a matematikai szemináriumáról, hogy megnyerjék a versenyt. Időközben Kimberly rosszul érzi magát, és kimegy a mosdóba, de véletlenül kizárja magát a szobából. Jackson felajánlja neki, hogy pihenjen a szobájában, amíg Whitney meg nem érkezik, hogy hazavigye. Bela féltékenységet érez, amikor megismeri Danát, Eric randipartnerét, aki egyben az ő helyére lépett a Catullan csapatában. Rájön, hogy kedveli Ericet, és bevallja neki az érzéseit, amit Eric viszonoz. Whitney-t bosszantja, hogy a biokémia tanársegéd folyamatosan összekeveri őt Mariahlal, az osztály egyetlen másik fekete lányával. Amikor megpróbálja kijavítani a tévedést, mentegetőzve sírva fakad, bizonygatva, hogy nem rasszista. Később újra próbálja bizonyítani elfogulatlanságát, de Whitney egyértelművé teszi, hogy kizárólag szakmai kapcsolatot szeretne fenntartani. Leighton pedig összefut Tatummal, egy lánnyal, aki meglepően hasonlít rá. |     |                                                                            |                 |                                   |                                       |
| 16. | 6.  | A hasonmás (Doppelbanger)                                                  | David Stassen   | Mindy Kailing                     | 2022. december 1. 2022. december 21.  |
| Leighton felkutatja Tatummat, és megpróbál beszélgetni vele, de a lány még nála is ítélkezőbbnek bizonyul, ami kínos helyzetbe hozza Leightont. Amikor azonban később újra összefutnak, Leighton határozottan helyre teszi Tatummat, ami lenyűgözi a lányt, és megadja neki a telefonszámát. Whitney és Andrew egy párba kerülnek egy biokémia feladathoz. Andrew kezdetben lekezelően viselkedik Whitney-vel, és egyedül akarja elvégezni a munkát, de végül engedi, hogy segítsen, miután Whitney észrevesz egy hibát a számításaiban. Miután a Sips kávézó vezetőjét elbocsátják, Kimberly bátorítja Lilát, hogy jelentkezzen a pozícióra. Lila bizonytalan, mivel fél az állásinterjúktól, de végül sikeresen legyőzi a félelmét, és ő lesz az új üzletvezető. A lányok viccelődnek Kimberlyvel, hogy „spájz-zónába” került Jacksonnál, mivel a fiú inkább az egészségére koncentrált, mint rá. Kimberly ezért felkeresi Jacksont, és közli vele, hogy nem kell többé az állapotával foglalkoznia – később pedig lefekszenek egymással. Bela izgatottan készül arra, hogy ő legyen Dan O’Conell stand-up komikus hivatalos diákkapcsolattartója, és reméli, hogy ezzel lenyűgözi a férfit, aki így talán egy későbbi, fizetés nélküli humorista-gyakornoki lehetőségre is gondol majd rá. Azonban Ericet is érdekli a lehetőség, ezért Bela elmegy Dan hotelszobájába, és szexet kezdeményez a férfival, hogy ezzel biztosítsa magának az interntshipet Eric előtt.                                                               |     |                                                                            |                 |                                   |                                       |
| 17. | 7.  | Az Essex-i vendéglátósok sztrájkja (The Essex College Food Workers Strike) | Tazbah Chavez   | Beth Appel                        | 2022. december 7. 2022. december 21.  |
| Kimberly, Canaan, majd később Lila sztrájkba kezdenek, mivel az étkeztetési dolgozók évtizedek óta nem kaptak fizetésemelést. Segítségül hívják Chase szenátort is, és a megmozdulás eleinte nagy sikert arat. Azonban Kimberly-t a közösségi médiában élesen kritizálják, amiért idézte az Essex Egyetem alapítóját, aki rabszolgatartó volt. Chase szenátor emiatt távozni akar, de Kimberly meggyőzi, hogy mondja el beszédét a diákmunkások jogai mellett. A nyilvános fellépés nyomás alá helyezi az egyetemi vezetést, akik végül beleegyeznek a szakszervezet követeléseibe. Bela nehéz helyzetbe kerül, amikor Eric megtudja, hogy lefeküdt Dannal, és szakít vele. Eric kemény szavakkal illeti Belát, amiért annyira megszállottan vágyik mások elismerésére, hogy közben elfeledkezik arról, ami igazán fontos. Bela ezután elgondolkodik a tettein. Tatum randira hívja Leightont, aki azonban hazudik neki, mert azt gondolja, hogy Tatum sokkal menőbb nála. Egy bulin azonban az egyik házigazda véletlenül lebuktatja Leightont. A lány ezután bevallja, hogy a bizonytalansága miatt hazudott, mire Tatum elárulja, hogy már régóta kedveli őt, és megcsókolják egymást. Whitney-t meglátogatja édesanyja, Evette, aki szerez neki egy gyakornoki lehetőséget. Whitney azonban visszautasítja az ajánlatot, mondván, hogy egyedül szeretne elérni egy hasonló lehetőséget. Bár bocsánatot kér, amiért hálátlannak tűnt, Evette megérti és bízik a lányában. A történet végén Whitney és Andrew megcsókolják egymást. |     |                                                                            |                 |                                   |                                       |
| 18. | 8.  | Zöldfülű hétvége (Pre-Frosh Weekend)                                       | Tazbah Chavez   | Sarah Tapscott & Modupe Thompson  | 2022. december 7. 2022. december 21.  |
| Bela vendégül látja legjobb barátnőjét, Priyát az Essex Egyetem zöldfülű hétvégéjén. Megdöbbenve veszi észre, hogy Priya sokkal magabiztosabb és „menőbb”, mint korábban. Amikor meghívják egy buliba, Bela közbelép, és gyorsan szervez egy saját bulit a kollégiumban. Priya azonban nem jelenik meg, ezért Bela számonkéri őt. Priya elmagyarázza, hogy újra akarta építeni önmagát, és nem akart tovább „kockalányként” élni, ráadásul az Essexet is elsősorban Bela miatt választotta. Whitney megpróbál véget vetni a laza kapcsolatának Andrew-val, de továbbra is lefekszenek egymással, még a könyvtárban is, ahol Canaan véletlenül rajtakapja őket. Kimberly sikertelenül próbál közös érdeklődési pontot találni Jacksonnal, aki viszont kifejezetten kerüli azokat a kapcsolatokat, ahol túl sok a közös vonás. Leighton apja meglátogatja őt, és a lány eredetileg úgy dönt, nem coming outol neki, mivel otthon amúgy is nehéz időszakot él át a családjuk. Egy kínos vacsora után – amelyen Tatum és az apjuk is részt vesz – azonban az utolsó pillanatban mégis elmondja az igazságot. Leighton apja hirtelen távozik, ezért utána megy, hogy ellenőrizze, jól van-e. A férfi bevallja, hogy rossz szülőnek érzi magát, amiért nem vette észre korábban, de büszke a lányára, és támogatja a kapcsolatát Tatummal. Később, miközben Leighton Tatumot csókolja, üzenetet kap Aliciától, az exbarátnőjétől, aki találkozót kér tőle.                                                                                  |     |                                                                            |                 |                                   |                                       |
| 19. | 9.  | Szex és kosárlabda (Sex and Basketball)                                    | Rupinder Gill   | Rupinder Gill & Caroline Goldfarb | 2022. december 15. 2022. december 21. |
| Egy író az Essex View magazintól ellátogat a Foxy kávézóba, ahol Bela mindent gondosan előkészít a cikkhez, amelyben a helyet szeretnék bemutatni. Később észreveszi, hogy a cikk főként róla szól, de mivel továbbra is vágyik a reflektorfényre, arra biztatja az írót, hogy változtatás nélkül jelentessék meg az anyagot. Leighton Tatum beleegyezésével meglátogatja Alicia-t a nőközpontban, ahol Alicia meghívja őt egy közelgő jótékonysági estére, és azt kéri, hogy Tatumot is hozza magával. Az eseményen azonban Tatum nyíltan sértő megjegyzéseket tesz a nőközpont munkájára, ezért Leighton szakít vele, ráébredve, hogy nem akarja azokat a közös vonásokat fenntartani, amelyek közöttük vannak. Andrew és Whitney egy kellemetlen randevún vesznek részt egy étteremben. Amikor Andrew egy újabb találkozót javasol, Whitney inkább eltereli a figyelmét egy kosárlabdameccsel, majd a meccs után együtt töltik az éjszakát. Andrew azonban közli, hogy kizárólagos kapcsolatot szeretne, amitől Whitney meghátrál. Közben Canaant kitüntetik a Közgazdasági Tanszéken az Év Fiatal Vállalkozója Díjjal, amelyben elismerik az Alzheimer-kórral élőkkel végzett munkáját, beleértve az édesanyját is. Kimberly arra biztatja Canaant, hogy menjen el vele a díjátadóra, majd ott rádöbben, hogy érzései vannak iránta. Ezért később felkeresi Jacksont, hogy szakítson vele. |     |                                                                            |                 |                                   |                                       |
| 20. | 10. | A szobalottó (The Rooming Lottery)                                         | Justin Noble    | Justin Noble & Beth Appel         | 2022. december 15. 2022. december 21. |
| Ahogy közeledik az első egyetemi év vége, Leighton és Bela arra készülnek, hogy kiköltözzenek a kollégiumból: Leighton a Kappa házba, Bela pedig a Foxy szerkesztőségéhez. Eközben Kimberly és Whitney megegyeznek, hogy a következő évben együtt laknak. Whitney szakít Andrew-val, míg Leighton úgy dönt, kilép a Kappa házból, mert már nem érzi ott önmagát. Újra összejön Alicia-val, és neki adja azt a 30 000 dolláros csekket, amit eredetileg a Kappa ház támogatására szánt. A pénzzel sikerül megmenteniük a nőközpontot, amelynek költségvetését az Essex a felére csökkentette. Időközben Evangeline és Jo megtudják, hogy Bela manipulálta a Foxy magazinban megjelent cikket, és ráadásul egy kezdő írót is eltanácsolt. Emiatt kirúgják a szerkesztőségből, és megvonják tőle a beköltözési lehetőséget is. Lila figyelmezteti Kimberlyt, hogy ne tegyen lépéseket az érzései miatt Canaan iránt. Kimberly azonban megtudja, hogy Canaan hazudott Zoéról és valójában azt szerette volna, ha ő kíséri el a díjátadóra. Kimberly utánafut, és megcsókolja őt. Nem sejtik, hogy Whitney észreveszi őket. Whitney a történtek után meggondolja magát, és mégsem költözik össze Kimberlyvel, hanem inkább ideiglenesen a Kappa házba költözik. Bela, akit bűntudat gyötör a tettei miatt, átjelentkezési kérelmet nyújt be egy másik egyetemre. |     |                                                                            |                 |                                   |                                       |

### 3. évad (2024-2025)
| Sor. | Év. | Cím                                                  | Rendező              | Író                                  | Premier                               |
| --- | --- | ---------------------------------------------------- | -------------------- | ------------------------------------ | ------------------------------------- |
| 21. | 1.  | Isten hozott újra Essex-ben! (Welcome Back to Essex) | MJ Delaney           | Mindy Kaling és Justin Noble         | 2024. november 21. 2024. november 22. |
| Ahogy elkezdődik a második év, Whitney egész nyáron figyelmen kívül hagyta Kimberlyt, miután megtudta, hogy összejött Canaannal, és Kimberly hiába próbál bocsánatot kérni tőle. Bela átjelentkezési kérelmét elutasítják alacsony tanulmányi átlaga miatt, ezért úgy dönt, hogy szünetet tart a stand-up komédiában, és teljes személyiségváltásba kezd. Frude, a kollégium igazgatója, tüdőgyulladást kap és lemond, így Bela veszi át a helyét. Ám barátságos próbálkozásait mindenki, köztük az angol szakos gólya, Taylor is elutasítja. Bela végül mégis átgondolja a helyzetét, miután sikeresen közvetít Kimberly és Whitney között, akik végül kibékülnek. Eközben Canaan és Kimberly rájönnek, hogy kapcsolatuk nem működik, és Whitney kedvéért barátok maradnak. Leighton nehezen viseli, hogy Alicia elhagyja Essexet egy bostoni állás miatt, ráadásul a matematikakurzusát is törlik létszámhiány miatt. Végül azonban a professzora tájékoztatja egy MIT-n induló matematikai programról, amely szintén Bostonban van, így újra reményt kap. |     |                                                      |                      |                                      |                                       |
| 22. | 2.  | Lila by Lila (Lila by Lila)                          | MJ Delaney           | Sarah Tapscott                       | 2024. november 28. 2024. november 29. |
| A lányok kényelmetlenül érzik magukat a hármas szobájukban. Kimberly kérelmezi az átköltözést egy négyágyas szobába, amit végül jóváhagynak, és közben vonzalmat kezd érezni Eli, a kollégiumi ügyintéző iránt. Whitney határozottan közli Isaiah-val, hogy nem akar gazdag fiúkkal randizni, miután megtudja, hogy ő is közéjük tartozik. Ez egy heves vitához vezet. Később Whitney bocsánatot kér tőle, de továbbra is kitart amellett, hogy egyedül akar maradni, hogy a focira és a tanulmányaira koncentrálhasson. Taylor folyamatosan próbára teszi Bela türelmét a munkája során, és még hamisan meg is vádolja őt előítéletességgel, amiért queer és wicca. Emiatt Bela érzékenyítő tréningre kényszerül. Később Taylor alkoholmérgezéssel kórházba kerül, és kétségbeesetten kéri Bela segítségét, bevallva, hogy egy éve próbál józan maradni, de visszaesett. Leighton matematikaprofesszora közli vele, hogy felvették az MIT-re, és a következő héten kezdheti meg tanulmányait. Leighton megköszöni barátainak, hogy segítettek neki önmagára találni, és egy utolsó estét tölt velük, mielőtt reggel elindul Bostonba. Végül Kimberly, Bela és Whitney belépnek a szobájukba, és meglepődve tapasztalják, hogy új szobatársuk van. |     |                                                      |                      |                                      |                                       |
| 23. | 3.  | Négyen egy szobában (Four to a Suite)                | Michael Spiller      | Rupinder Gill és Vanessa Baden Kelly | 2024. december 5. 2024. december 6.   |
| Kimberly beszél Eli-vel arról, hogy még sosem randizott biszexuális sráccal, de rájön, hogy Eli ízlése eltér attól, ami ő maga. Kimberly először látogat el egy szexshopba, hogy kalandosabb legyen, de próbálkozása kudarcba fullad, amikor Eli közli, hogy ezek a dolgok nem érdeklik. Később Kimberly bocsánatot kér tőle, Eli pedig elfogadja őt olyannak, amilyen. Bela kijelenti, hogy nem vonzódik kedves srácokhoz, amikor összebarátkozik Arvinddal, de meggondolja magát, amikor a fiú heimlich-fogást alkalmaz Carlán, hogy megmentse. Mikor kiderül, hogy Arvindnak van barátnője, Taylor azt tanácsolja Belának, hogy küldjön neki egy provokatív üzenetet, majd utána állítsa, hogy tévedésből másnak szánta. Whitney véletlenül megsérti professzorát, amikor elutasítja az afroamerikai tanulmányokat mint lehetséges szakirányt. Amikor az óra alatt figyelmetlenül ül, a professzor felszólítja, és Whitney azt hiszi, hogy ezért utálja őt, ezért leadja a tárgyat. Később azonban sikerül tisztáznia a félreértést. A lányok megismerkednek új szobatársukkal, Kacey-vel, aki azért iratkozott át Essexbe, hogy közelebb legyen a barátjához, Calvinhoz. Amikor azonban meglátják, hogy a fiú egy másik lánnyal csókolózik, figyelmeztetik Kacey-t, aki dühösen szakít vele. Kacey hálás a lányok támogatásáért, és barátokká válnak. |     |                                                      |                      |                                      |                                       |
| 24. | 4.  | Franklin, a róka (Franklin the Fox)                  | Michael Spiller      | Caroline Goldfarb                    | 2024. december 12. 2024. december 13. |
| Bela beleszeret Essex kabalájába, Franklin, a rókába, és lefekszik vele, hogy próbálja túltenni magát Arvindon, de sikertelenül. Nem sokkal később Arvind közli Belával, hogy szakított Emilyvel. Sips az egyetem vezetőségétől szállítórobotokat kap, amit Canaan és Lila ellenkezéssel fogadnak, mivel ezek a robotok emberi alkalmazottakat váltanának le. Tiltakozásként elrejtik őket. Kimberly, attól tartva, hogy a legfelsőbb bíróság bírói ambíciói veszélybe kerülnek, felfedi a megtévesztést, ezzel feldühítve Lilát. Később Kimberly és Eli egy rave buliba mennek, ahol Kimberly véletlenül MDMA-t fogyaszt és szem elől téveszti Elit. Lila érte megy és megnyugtatja, hogy a hibák elkövetése nem teszi őt rossz emberré. Whitney az iskolai és a futballkötelezettségei között zsonglőrködik, miközben laza kapcsolatot tart fenn Isaiahal, és elutasítja a terápiás segítséget. Kacey jelentkezik az Essex közelgő őszi musicaljének főszerepére, ahol találkozik egy sráccal, Cooperral. Bár sikeres meghallgatást tart, Dorfmann professzor csupán egy kisebb szerepet oszt rá. |     |                                                      |                      |                                      |                                       |
| 25. | 5.  | Szülős hétvége 2 (Parents Weekend 2)                 | Gail Mancuso         | David Phillips                       | 2024. december 19. 2024. december 20. |
| Elérkezik a szülők hétvégéje, és a lányok mindent megtesznek, hogy megakadályozzák szüleiket abban, hogy beleássanak a randizási életükbe. Bela azt hazudja Arvindnak, hogy a szülei nem jönnek el, mert kellemetlenül érzik magukat, amiért többet akarnak tudni az ő származásáról, és meghívja Taylort, akinek a szülei szintén nem jelentek meg. Kimberly vonakodva meghívja Elit anyja kérésére, aki szeretné megismerni őt, de végül szakítanak és barátok maradnak, mert túlságosan különböző életet élnek. Whitney rájön, hogy az apja egy társkereső alkalmazást használ, és Kimberly véletlenül jobbra húzza őt. Kacey még nem mondta el anyjának, hogy szakított Calvinnal. Amikor végül bevallja, az anyja hibáztatni kezdi őt, de a lakótársai és Taylor kiállnak mellette. Miután lebukik a hazugságával, Bela szülei biztosítják őt arról, hogy többé nem helytelenítik a döntéseit, sem pedig Arvindot. Kacey anyja bocsánatot kér a lányától. Whitney apja tisztázza, hogy a társkereső alkalmazást hosszú távú kapcsolat keresésére használja, ami arra ösztönzi Whitneyt, hogy randira hívja Isaiah-t. Bela bocsánatot kér Arvindtól a hazugságáért, mire ő megcsókolja. |     |                                                      |                      |                                      |                                       |
| 26. | 6.  | Halloween és zabtej (Halloween & Oat Milk)           | Steven Canals        | Beth Appel                           | 2024. december 26. 2024. december 27. |
| Taylor a lányok szobájában alszik, mivel problémái vannak a szobatársával. Bela megpróbál barátnőt szerezni Taylor számára, és elviszi egy queer gyorsrandira, de Taylor elutasítja az ötletet. Ez feszültséget szül, és Bela kiborul rá, amiért a barátaival is ellenségesen viselkedik. Később Bela bocsánatot kér Taylortól, aki bevallja, hogy szerelmes a szobatársába, akit nem közelíthet meg, mivel heteroszexuális. Bela megengedi neki, hogy visszaköltözzön hozzájuk. Kacey randizni megy Cooperrel, de bizonytalan abban, hogy elmondja-e neki, hogy még szűz. Végül bevallja, Cooper pedig elfogadja. Kimberly nehezen illeszkedik be Friedman professzor jogi szimpóziumán, amelyet főként férfiak uralnak. Emiatt véletlenül megfélemlíti Steve-et, az osztálytársát, aki megpróbálja aláásni őt. Kimberly azonban nem hagyja magát, és végül sikerül visszavágnia, elnyerve osztálytársai és Friedman tiszteletét. Whitney megpróbál barátként viszonyulni Canaanhoz, miközben Isaiaht is randizni viszi, és úgy dönt, hogy kortizoninjekciót adat be magának, miután megsérült a térde egy focimeccs során. |     |                                                      |                      |                                      |                                       |
| 27. | 7.  | A rodeó (The Rodeo)                                  | Thembi L. Banks      | Modupe Thompson                      | 2025. január 2. 2025. január 3.       |
| Kacey megdöbbenve veszi észre, hogy nem szerepel az Essex egyetem „50 legdögösebb diákja” magazinban, és mindent megtesz, hogy bekerüljön. Cooper végül segít neki az utolsó pillanatban azzal, hogy eltávolíttat egy vitatott diákot a listáról, és helyette Kacey-t ajánlja be. Bela próbál véget vetni a hosszú szexmentes időszakának Arvinddal. Kimberly egyre több időt tölt Brian nevű osztálytársával, és kapcsolatba kezdenek, annak ellenére, hogy Friedman professzor inti őket ettől. LTaylor gyanakodni kezd, hogy Chloe talán romantikus érdeklődést mutat iránta, ezért meghívja őt egy queer rodeóbuliba, hogy lépéseket tegyen felé. Amikor azonban Taylor megcsókolja Chloét, kiderül, hogy az érzések nem kölcsönösek. Később Taylor újra találkozik Ash-sel. Whitney megtudja, hogy Isaiah laborját annak milliárdos apja finanszírozta, és kellemetlenül érzi magát, mert úgy érzi, tartozik neki. Később találkozik Canaannel és megcsókolja. |     |                                                      |                      |                                      |                                       |
| 28. | 8.  | A jó partner teszt (The Good Partner Test)           | Courtney M. Franklin | Rupinder Gill és Sarah Tapscott      | 2025. január 9. 2025. január 10.      |
| Bela, Kacey, Whitney és Kimberly titokban próbára teszik a barátjaikat „a jó partner teszttel”, hogy kiderítsék, mennyire illenek össze. Arvind, Cooper és Brian (aki egyedüliként átlát a trükkön) sikeresen teljesítik a tesztet, viszont Isaiah megbukik. Ez arra készteti Whitney-t, hogy bevallja a lakótársainak: megcsókolta Canaant, akit titokban meghívott, és ő is átment a teszten. Amikor Brian rákérdez a lányok exeire, Kacey zavarba jön, mert nem tud válaszolni. Ezért felkeresi Calvin-t, hogy lezárja a múltat, és megtudja az igazi okát annak, hogy a fiú megcsalta. Ezután sms-ben üzen Coopernek, hogy készen áll a szexre. Bela és Arvind is megpróbálnak lefeküdni egymással, de a pillanatot elrontja, amikor Bela bevallja, hogy már húsz emberrel volt együtt, és ezzel véletlenül elijeszti Arvindot. Whitney eközben üzenetet kap az edzőjétől, aki megrovásban részesíti, amiért kihagyta a futballedzést. |     |                                                      |                      |                                      |                                       |
| 29. | 9.  | Képek (Pics)                                         | Rupinder Gill        | David Phillips és Beth Appel         | 2025. január 16. 2025. január 17.     |
| Kimberly meztelen képeket küld Briannek, de később rájön, hogy véletlenül egy élő fotót is elküldött, amelyen az arca is látható. Amikor megkéri Briant, hogy törölje a képet, a fiú védekezően reagál, és manipulálja Kimet, elhitetve vele, hogy túlreagálja a helyzetet. Később Kimberly és Lila rákényszerítik Briant, hogy törölje az összes másolatot. Whitney úgy dönt, hogy a mentális egészségét helyezi előtérbe, és terápiára kezd járni. Amikor egy szabadnapot kér edzőjétől, Hale-től, a nő visszautasítja a kérését, ezért Whitney tiltakozásként otthagyja a csapatot. Kacey megpróbál lefeküdni Cooperrel, aki azonban vonakodik. Később bevallja Kacey-nek, hogy félt a felelősségtől, amit az jelentene, hogy ő venné el a lány szüzességét. Bela jelentkezik egy történetmesélő műsorba, de szakít Arvinddal, amikor a fiú kényelmetlenül érzi magát amiatt, hogy Bela nyilvánosan akar beszélni a szexuális életéről. Taylor Ash-hez költözik, annak ellenére, hogy Bela ezt ellenzi. Amikor megtudja, hogy az elhidegült édesanyja másnap férjhez megy, megpróbálja felhívni Belát, de a lány nem veszi fel, mert a műsorra koncentrál. Taylor ezért egy üveg vodkát vesz, hogy így próbálja feldolgozni a hírt. |     |                                                      |                      |                                      |                                       |
| 30. | 10. | Erős Essex (Essex Strong)                            | Justin Noble         | Justin Noble és Caroline Goldfarb    | 2025. január 23. 2025. január 24.     |
| Az atlétikai bizottság követeli, hogy Whitney térjen vissza a csapathoz, ami miatt Willow és több csapattársa is felszólal Hale edző hatalmi visszaélése ellen. Kimberly részt vesz egy tiltakozáson egy gyűlöletkeltő előadó ellen, aki az Essexre érkezik. Itt összefut Elivel, annak ellenére, hogy Friedman professzor lebeszélte a részvételről. Amikor az egyetemi rendőrség félbeszakítja a tüntetést, Kimberly, Noah (a demonstráció vezetője) és néhány társuk besurrannak az egyetem informatikai szobájába, és sikeresen megakadályozzák az előadó élő közvetítését. Azonban mindannyiukat elkapják és letartóztatják. Eli érkezik, hogy kiváltsa Kimberlyt. Bela rájön, hogy biszexuális, amikor megcsókolja Haleyt, a történetmesélő műsor házigazdáját. Amikor azonban a fellépésén coming outolni akar, az utolsó pillanatban visszakozik, mert az édesanyja megjelenik a közönség soraiban. Taylor bevallja, hogy végül nem itta meg a vodkát, amit a családi problémái miatt vett, és megköszöni Belának a támogatást, majd tanácsot ad neki az anyjával kapcsolatban. Cooper szakít Kacey-vel, mert a lány impulzívan megszervezte, hogy találkozzon a családjával. Kacey összetört szívvel, de a lakótársai vigasztalják. Később a lányok megnézik Kacey előadását a musicalben, ahol a Never Enough-ot énekli. Kacey eredetileg feladta a főszerepet Cooper miatt, de végül mégis fellép. A nézőtéren Bela megfogja Haley kezét, így bújik elő az édesanyja előtt, aki csendesen elfogadja őt. Taylor eközben videóhíváson keresztül felveszi a kapcsolatot az anyjával, hogy megpróbálja helyrehozni a kapcsolatukat. |     |                                                      |                      |                                      |                                       |

## A sorozat készítése
A sorozatot először 2019 októberében jelentették be az HBO Max prezentációján, College Girls munkacímmel. Egyenesen sorozatberendelést kapott 13 félórás epizódra, és bejelentették, hogy Mindy Kaling lesz a készítője, írója, showrunnere és vezető producere a Warner Bros. Televisionnel kötött szerződése keretében. 2020 májusában megerősítették, hogy a sorozat 2021-ben indul, immár Egyetemista lányok szexuális élete címmel. 2020 októberében bejelentették, hogy az első epizódot Kaling és Justin Noble közösen írja, és Noble a sorozat társ-showrunnere és vezető producere is lesz.

### Forgatás
A sorozat forgatása 2020. november 20-án kezdődött Los Angelesben. 2021 közepén a Vassar Főiskola területén is zajlottak felvételek. 2021. június 19-én Sherri Shepherd egy kulisszák mögötti videót tett közzé, amelyben bejelentette, hogy a sorozat premierje 2021 végére várható. A második évad forgatása 2022 áprilisának végén kezdődött, és részben a Washingtoni Egyetem kampuszán zajlott. A harmadik évad forgatása 2024. március 4-én indult, és 2024. június 10-én fejeződött be.